# Abéché
Abéché (tiếng Ả Rập: أبشي, ʾAbishī) là thành phố lớn thứ tư ở Tchad. Dân số đô thị này là 76.492 người vào năm 2012.

## Lịch sử
Thành phố Abéché trở thành trung tâm của Vương quốc Hồi giáo Wadai vào những năm 1890, sau khi các giếng nước ở thủ đô cũ Ouara bị cạn kiệt. Năm 1909, quân đội Pháp xâm lược quốc gia này và thiết lập một đồn trú ở Abéché, khiến nhà vua từ bỏ ngai vàng. Khi đó, Abéché là thành phố lớn nhất ở Tchad với 28.000 dân, nhưng một dịch bệnh lớn đã làm giảm dân số xuống còn 6.000 vào năm 1919. Từng là một trong điểm quan trọng trên tuyến đường buôn bán nô lệ Ả Rập, ngày nay thành phố được biết đến với các khu chợ, nhà thờ Hồi giáo, nhà thờ, quảng trường và cung điện của quốc vương.
Vào ngày 25 tháng 11 năm 2006, thành phố bị chiếm giữ bởi Liên minh các lực lượng vì dân chủ, một nhóm nổi dậy tìm cách lật đổ tổng thống Idriss Déby. Một ngày sau, quân đội quốc gia giành lại quyền kiểm soát.

## Địa lý

### Khí hậu
Thành phố có khí hậu bán khô hạn (phân loại khí hậu Köppen-Geiger BSh). Mùa mưa là từ tháng Sáu đến tháng Chín. Abéché là thành phố lớn nóng nhất ở Tchad.
| Dữ liệu khí hậu của Abéché               | Dữ liệu khí hậu của Abéché | Dữ liệu khí hậu của Abéché | Dữ liệu khí hậu của Abéché | Dữ liệu khí hậu của Abéché | Dữ liệu khí hậu của Abéché | Dữ liệu khí hậu của Abéché | Dữ liệu khí hậu của Abéché | Dữ liệu khí hậu của Abéché | Dữ liệu khí hậu của Abéché | Dữ liệu khí hậu của Abéché | Dữ liệu khí hậu của Abéché | Dữ liệu khí hậu của Abéché | Dữ liệu khí hậu của Abéché |
| Tháng                                    | 1                          | 2                          | 3                          | 4                          | 5                          | 6                          | 7                          | 8                          | 9                          | 10                         | 11                         | 12                         | Năm                        |
| ---------------------------------------- | -------------------------- | -------------------------- | -------------------------- | -------------------------- | -------------------------- | -------------------------- | -------------------------- | -------------------------- | -------------------------- | -------------------------- | -------------------------- | -------------------------- | -------------------------- |
| Trung bình ngày tối đa °C (°F)           | 33.5 (92.3)                | 35.7 (96.3)                | 38.2 (100.8)               | 40.2 (104.4)               | 40.0 (104.0)               | 38.4 (101.1)               | 34.7 (94.5)                | 32.0 (89.6)                | 34.0 (93.2)                | 37.3 (99.1)                | 35.8 (96.4)                | 34.0 (93.2)                | 36.2 (97.2)                |
| Trung bình ngày °C (°F)                  | 24.9 (76.8)                | 27.6 (81.7)                | 30.3 (86.5)                | 32.7 (90.9)                | 32.8 (91.0)                | 31.6 (88.9)                | 28.7 (83.7)                | 27.0 (80.6)                | 28.2 (82.8)                | 29.8 (85.6)                | 27.9 (82.2)                | 25.4 (77.7)                | 28.9 (84.0)                |
| Tối thiểu trung bình ngày °C (°F)        | 16.1 (61.0)                | 18.3 (64.9)                | 22.1 (71.8)                | 25.1 (77.2)                | 25.7 (78.3)                | 24.8 (76.6)                | 23.6 (74.5)                | 22.3 (72.1)                | 22.3 (72.1)                | 22.6 (72.7)                | 20.7 (69.3)                | 17.8 (64.0)                | 21.8 (71.2)                |
| Lượng Giáng thủy trung bình mm (inches)  | 0.0 (0.0)                  | 0.0 (0.0)                  | 0.1 (0.00)                 | 3.2 (0.13)                 | 12.1 (0.48)                | 34.6 (1.36)                | 98.1 (3.86)                | 166.2 (6.54)               | 53.4 (2.10)                | 5.1 (0.20)                 | 0.1 (0.00)                 | 0.0 (0.0)                  | 372.9 (14.67)              |
| Số ngày giáng thủy trung bình (≥ 0.1 mm) | 0                          | 0                          | 1                          | 2                          | 4                          | 6                          | 12                         | 14                         | 7                          | 2                          | 1                          | 0                          | 49                         |
| Độ ẩm tương đối trung bình (%)           | 20                         | 17                         | 16                         | 18                         | 27                         | 41                         | 60                         | 71                         | 61                         | 35                         | 23                         | 23                         | 34                         |
| Số giờ nắng trung bình tháng             | 316.2                      | 291.2                      | 300.7                      | 300.0                      | 313.1                      | 300.0                      | 254.2                      | 226.3                      | 261.0                      | 306.9                      | 312.0                      | 319.3                      | 3.500,9                    |
| Số giờ nắng trung bình ngày              | 10.2                       | 10.4                       | 9.7                        | 10.0                       | 10.1                       | 10.0                       | 8.2                        | 7.3                        | 8.7                        | 9.9                        | 10.4                       | 10.3                       | 9.6                        |
| Nguồn 1: Tổ chức Khí tượng Thế giới      |                            |                            |                            |                            |                            |                            |                            |                            |                            |                            |                            |                            |                            |
| Nguồn 2: NOAA, Climate-Data.org          |                            |                            |                            |                            |                            |                            |                            |                            |                            |                            |                            |                            |                            |

## Nhân khẩu
Dưới đây là dân số Abéché qua các năm: 
| Năm  | Dân số |
| ---- | ------ |
| 1988 | 40.000 |
| 1993 | 54.628 |
| 2008 | 78.191 |
| 2012 | 76.492 |

## Kinh tế
Abéché phát triển các ngành chăn nuôi gia súc và sản xuất chăn từ lông lạc đà.

## Giao thông
Đô thị này có những tuyến đường chính dẫn đến N'Djamena, Sarh và nước láng giềng Sudan. Thành phố cũng có Sân bay Abéché.

## Giáo dục
Các cơ sở giáo dục tại thành phố bao gồm trường Lycee Franco-Arabe.

## Hình ảnh

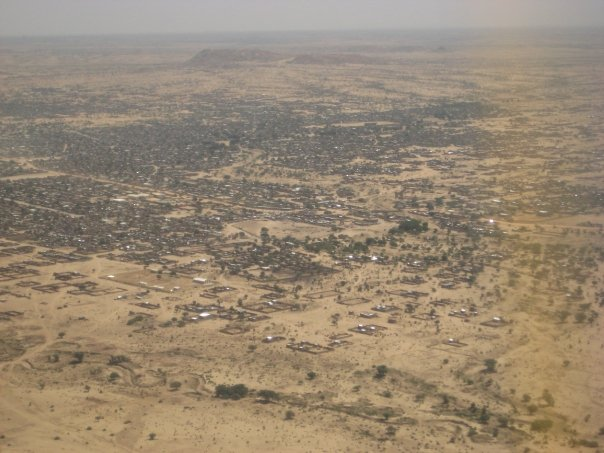
Thành phố nhìn từ trên không
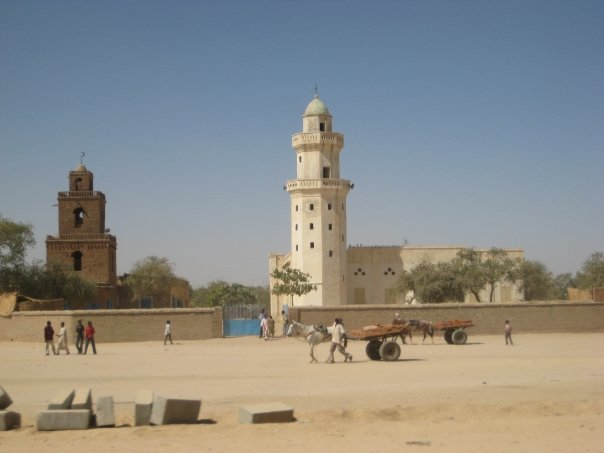
Hai nhà thờ Hồi giáo
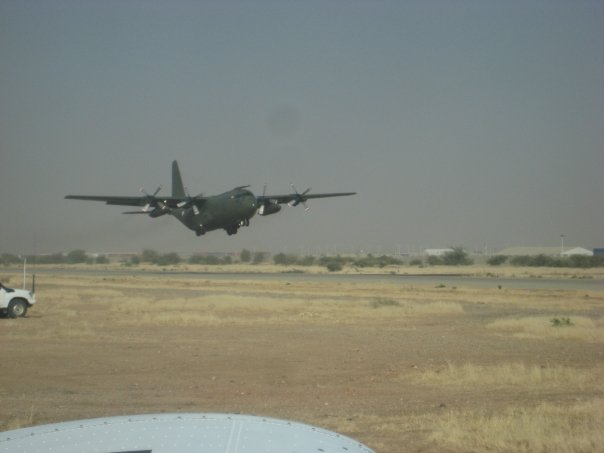
Sân bay Abéché
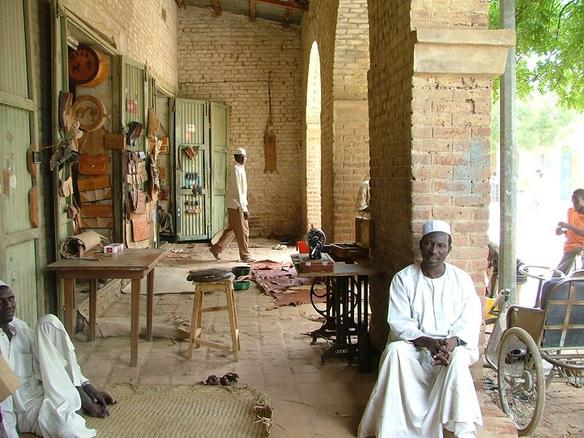
Một cửa hàng đồ da ở Abéché
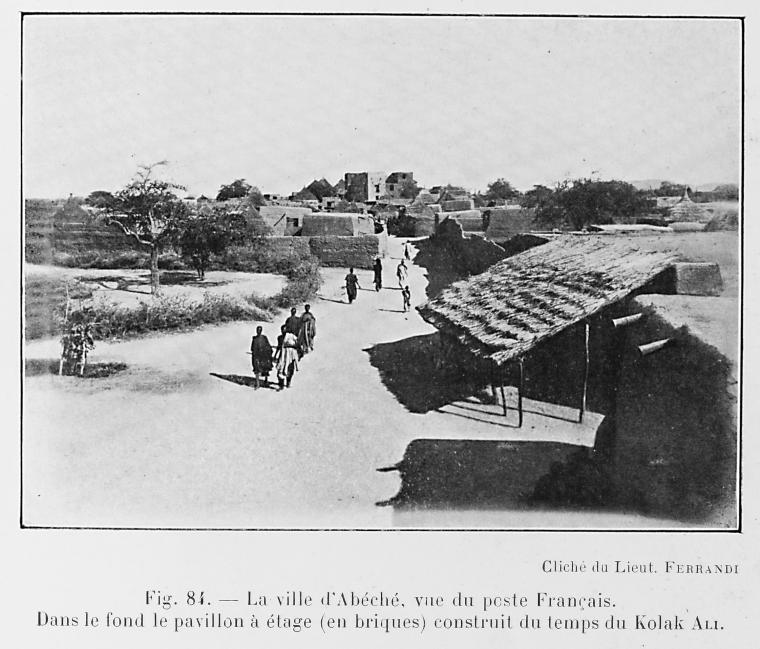
Abéché năm 1918
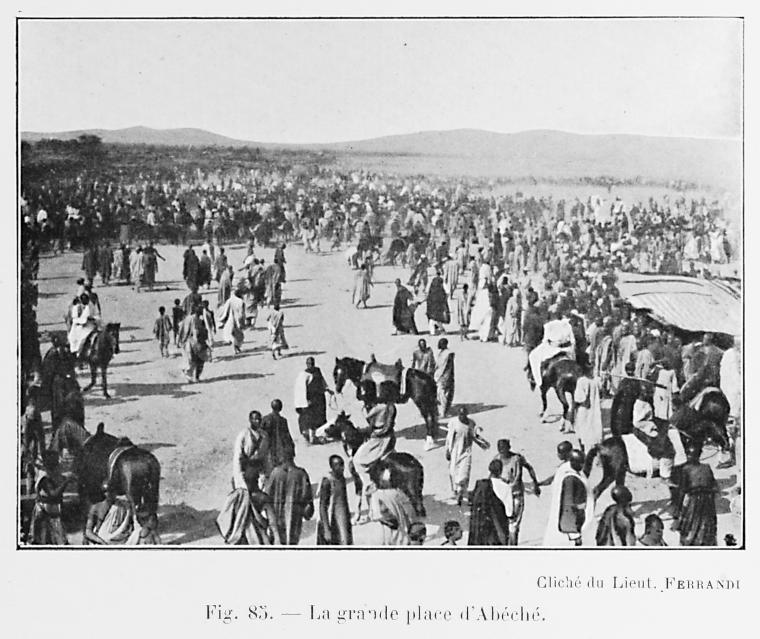
Chợ Abéché năm 1918
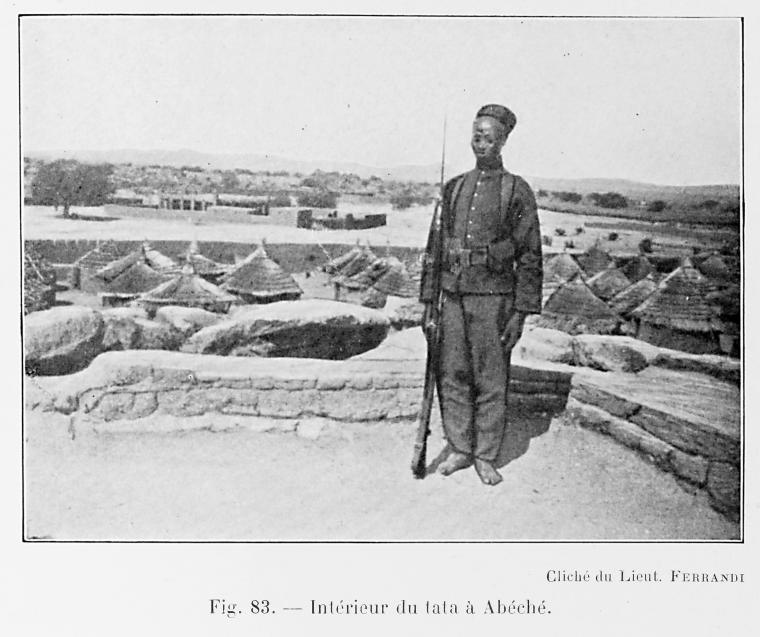
Pháo đài Tata năm 1918